# Zuzana Navarová
 (janvier 2009).
Si vous disposez d'ouvrages ou d'articles de référence ou si vous connaissez des sites web de qualité traitant du thème abordé ici, merci de compléter l'article en donnant les références utiles à sa vérifiabilité et en les liant à la section « Notes et références ».
Zuzana Navarová de Tejada (18 juin 1959, Hradec Králové – 7 décembre 2004, Prague) était une chanteuse tchèque. Elle était réputée pour son style musical multiculturel et ses paroles très poétiques. Elle a étudié le tchèque ainsi que l'espagnol à l'université de Prague. Elle a été inspirée surtout par la musique d'Amérique de Sud. Ses paroles ont été publiées dans un livre, Andělská počta, en 2009. 

## Discographie

### Avec Nerez
- Porta '83 (various artists, 1984)
- Dostavník 21: Tisíc dnů mezi námi / Za poledne (7" EP, 1984)
- Imaginární hospoda (7" EP; avec Karel Plíhal et Slávek Janoušek) (1986)
- Masopust (1986)
- Na vařený nudli (1988)
- Ke zdi (1990)
- Co se nevešlo (Nerez a Vy) (1991)
- Stará láska Nerez a vy (1993)
- Nerez v Betlémě (1993)
- Nerez antologie (1995)
- Co se nevešlo (pozdní sběr) (2001)
- Nej nej nej (2001)
- Smutkům na kabát (2005)
- Do posledního dechu (2006)
- …a bastafidli! (2007)

### Projets solos
- Caribe (1992)

### Avec Tres
- Tres (1995)

### Avec Koa
- Skleněná vrba (1999)
- Zelené album (2000)
- Barvy všecky (2001)
- Jako Šántidéví (2003)
- Koa (2006)

### Avec d'autres musiciens
- Vánoční písně a koledy (1992)
- Morytáty a balady (1993)
- Sloni v porcelánu I. (1999) – sampler
- Nebe počká (2004) – Zuzana Navarová chante cinq chansons pour un album de Karel Plíhal avec les paroles de Josef Kainar
- Smutkům na kabát (2005) –